# إبراهيما فال
إبراهيما فال (بالفرنسية: Ibrahima Fall)‏ هو دبلوماسي وسياسي سنغالي، ولد في 1942 في تيفوان في السنغال. حزبياً، نشط في الحزب الاشتراكي السنغالي ‏.